# Wrist
Wrist ist eine Gemeinde im Kreis Steinburg in Schleswig-Holstein.

## Geografie und Verkehr

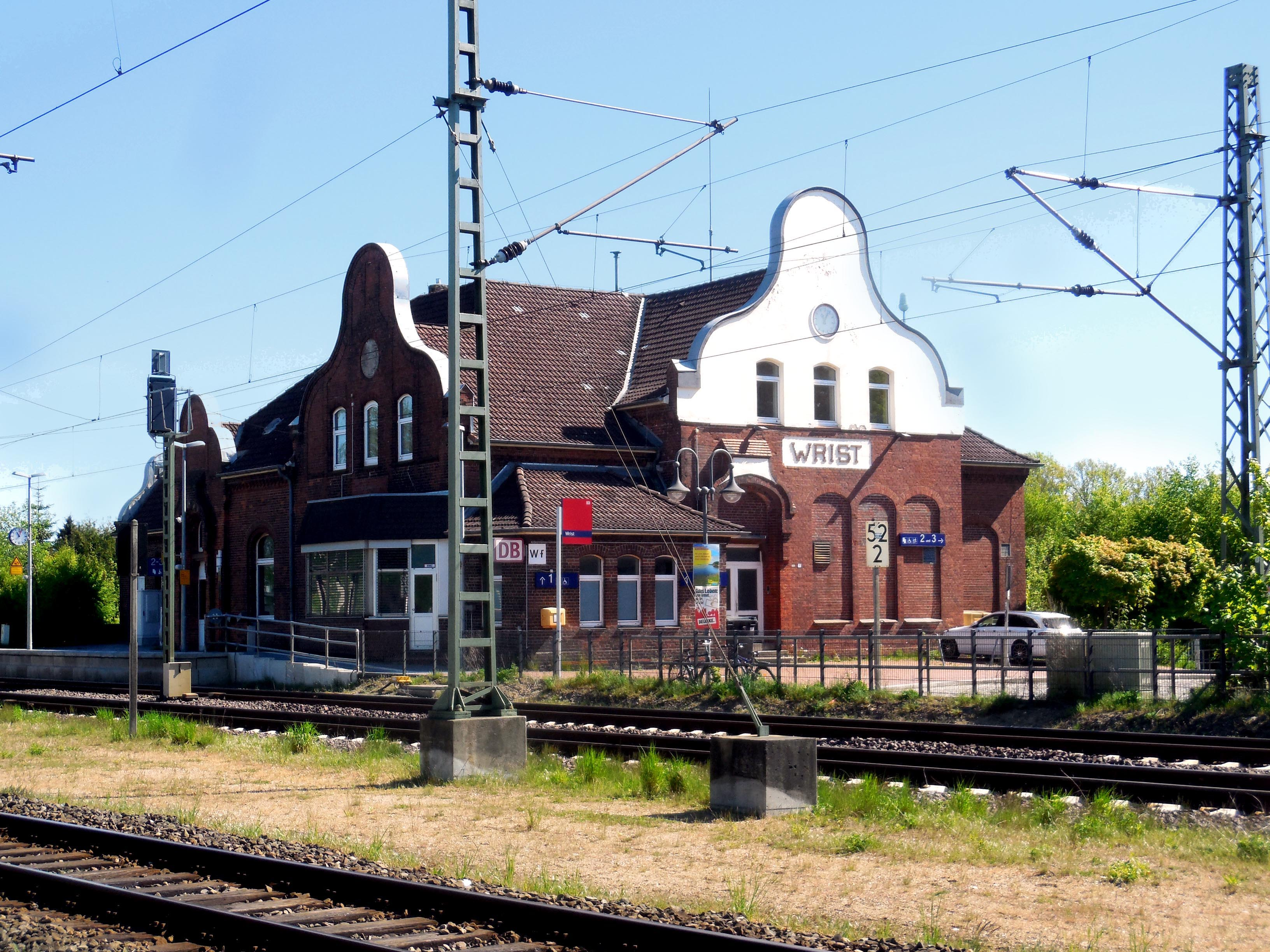
Bahnhof Wrist

Wrist liegt mit dem Bahnhof Wrist an der Bahnstrecke Hamburg-Altona–Kiel zwischen den Stationen Neumünster und Elmshorn.
Von 1889 bis 1995 verlief von hier auch die Bahnstrecke Wrist–Itzehoe, die nach Angaben der Deutschen Bahn AG auf der kurzen Teilstrecke von Wrist nach Kellinghusen in den kommenden Jahren wieder in Betrieb genommen werden soll.
Die Bundesstraße 206 verläuft durch die Gemeinde.
Ein kleiner Fluss, die Bramau, fließt durch den Ort. Im Sommer kann man in der Bramau baden; Kanufahrer nutzen die Bramau auf ihrem Lauf zwischen Bad Bramstedt und Kellinghusen in die Stör.
Zur Gemeinde gehören die Ortsteile Dammhof, Freudental, Heidrehm, Stellau, Weidenhof, Wittenkamp und Wurth.

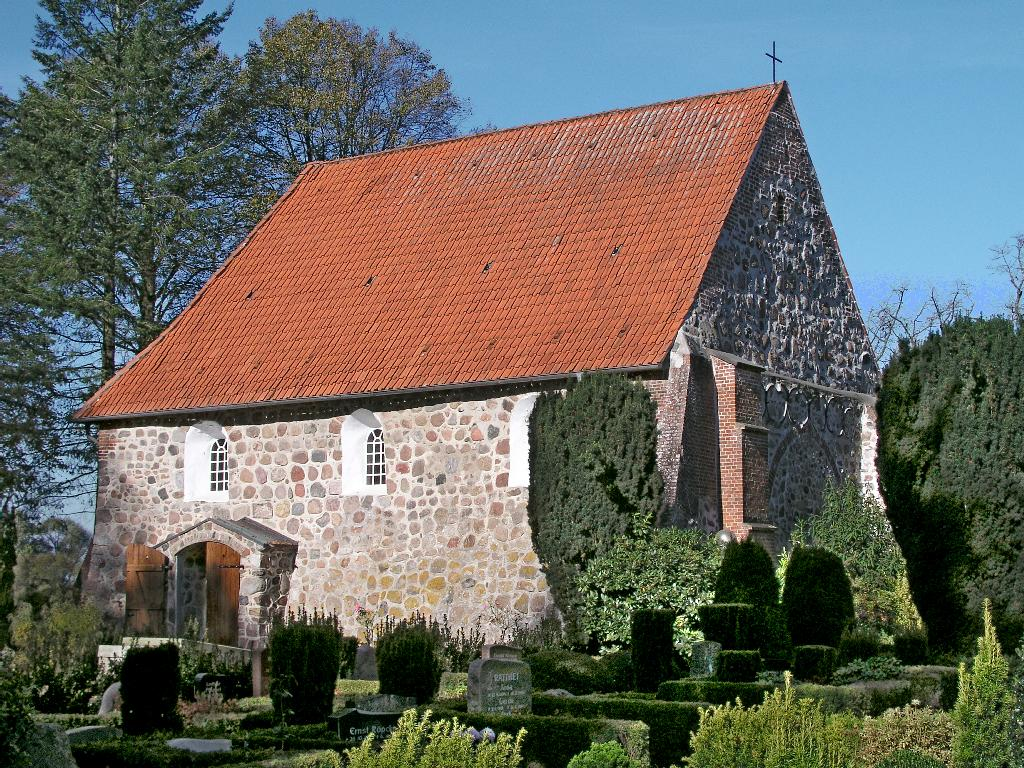
Feldsteinkirche in Stellau

## Geschichte
Im Jahre 1201 hat in der Schlacht bei Stellau Waldemar II. (gemeinsam mit seinem Bruder König Knuth VI. von Dänemark) Graf Adolf III. von Schauenburg und Holstein besiegt.
Im Jahre 1230 hat der Erzbischof Gebhard II. von Bremen in der Nähe dieses Schlachtfeldes eine romanische Feldsteinkirche, nämlich die bis heute erhaltene Kirche Stellau (siehe Bild), eingeweiht.
Die heutige Gemeinde Wrist ist 1938 durch die Vereinigung der Gemeinden Stellau und Wrist entstanden.

## Politik

### Gemeindevertretung
Bei der Kommunalwahl am 14. Mai 2023 wurden insgesamt 13 Sitze vergeben. Von diesen erhielt die Wählergemeinschaft Wrist sieben Sitze und die CDU erhielt sechs Sitze.

### Wappen
Blasonierung: „In Rot über silbernem Wellenbalken eine silberne Feldsteinkirche des 13. Jahrhunderts in Seitenansicht mit Eingangstor und drei Fenstern, ohne Turm.“

## Sehenswürdigkeiten
Das Wahrzeichen der Gemeinde ist die Stellauer Kirche aus dem 13. Jahrhundert, im Wappen in der ursprünglichen Erscheinungsform als Feldsteinbau dargestellt.

## Persönlichkeiten
In Stellau geboren:
- 1672 Johann Heinrich Feustking (1672–1713), ev. Theologe, Professor und Prorektor der Universität Leucorea in Wittenberg, Oberhofprediger in Gotha, Schloss Friedenstein, Verfasser zahlreicher theologischer Schriften
- 1674 Sebastian Dethleff Feustking (1674–1722), Steuer- und Hofkommissarius am Fürstl. Sächs. Hof von Herzog Friedrich II. (Sachsen-Gotha-Altenburg) in Gotha, Bruder von Johann Heinrich Feustking
- 1678 Friedrich Christian Feustking (1678–1739), Schriftsteller (u. a. Librettist von Händels Oper Almira), Lehrer in Hamburg, Pastor in Tolk, Bruder von Johann Heinrich Feustking

## Trivia
In seinem Gedichtband "Wrist" hat Heinrich Detering dem Ort, insbesondere dem Bahnhof, ein literarisches Denkmal gesetzt (Wallstein, Göttingen 2009).